# Zéphyr
Pour les articles homonymes, voir Zéphyr (homonymie).
Dans la mythologie grecque, Zéphyr (en grec ancien : Ζέφυρος / Zéphyros) est le dieu du vent de l'ouest. Son équivalent romain est Favonius.

## Étymologie
Le nom de Zéphyr provient probablement de ζόφος / zóphos, « ténèbres, région obscure », c'est-à-dire l'ouest.
L'érudit byzantin Jean le Lydien (VIe siècle) nomme le mois de mars Ζεφυρίτης / Zephyrítēs. Il existe dans le bassin méditerranéen un bon nombre de caps Zéphyrion (Ζεφύριον / Zephýrion), littéralement « sous le vent d'ouest, occidental ». On retrouve enfin son nom en composition dans le nom des Locriens épizéphyréens (Ἐπιζεφύριοι Λοκροί / Epizephýroi Lokroí), en Grande-Grèce — littéralement, « Locriens de l'ouest ».
Dans le français argotique, Zéphyr a donné l'expression « zef » (ou « zéph' ») pour désigner le vent, souvent fort.

## Famille
Zéphyr est le fils des titans Astréos et Éos (l'Aurore).
Un des vents directionnels, les Anémoi, il est le frère d'Euros, Caecias, Notos, Apéliote, Lips, Borée et Sciron. Hygin et Aratos lui donnent également Astrée pour sœur,. Il a aussi pour demi-frères maternels l'étoile du matin et l'étoile du soir, Éosphoros et Hespéros, et les étoiles en général.
Il s'unit avec une des Harpies, Podarge, qui a pris la forme d'une jument ; de cette union naissent les célèbres chevaux immortels Xanthos et Balios qui seront offerts à Achille, ainsi que Phlogéos et Harpagos, les chevaux des Dioscures. Selon certaines traditions, il est également le père de Pothos par Iris. 
Enfin, il a pour épouse la nymphe Chloris, déesse des fleurs, dont il a un fils, Carpos.

## Mythe

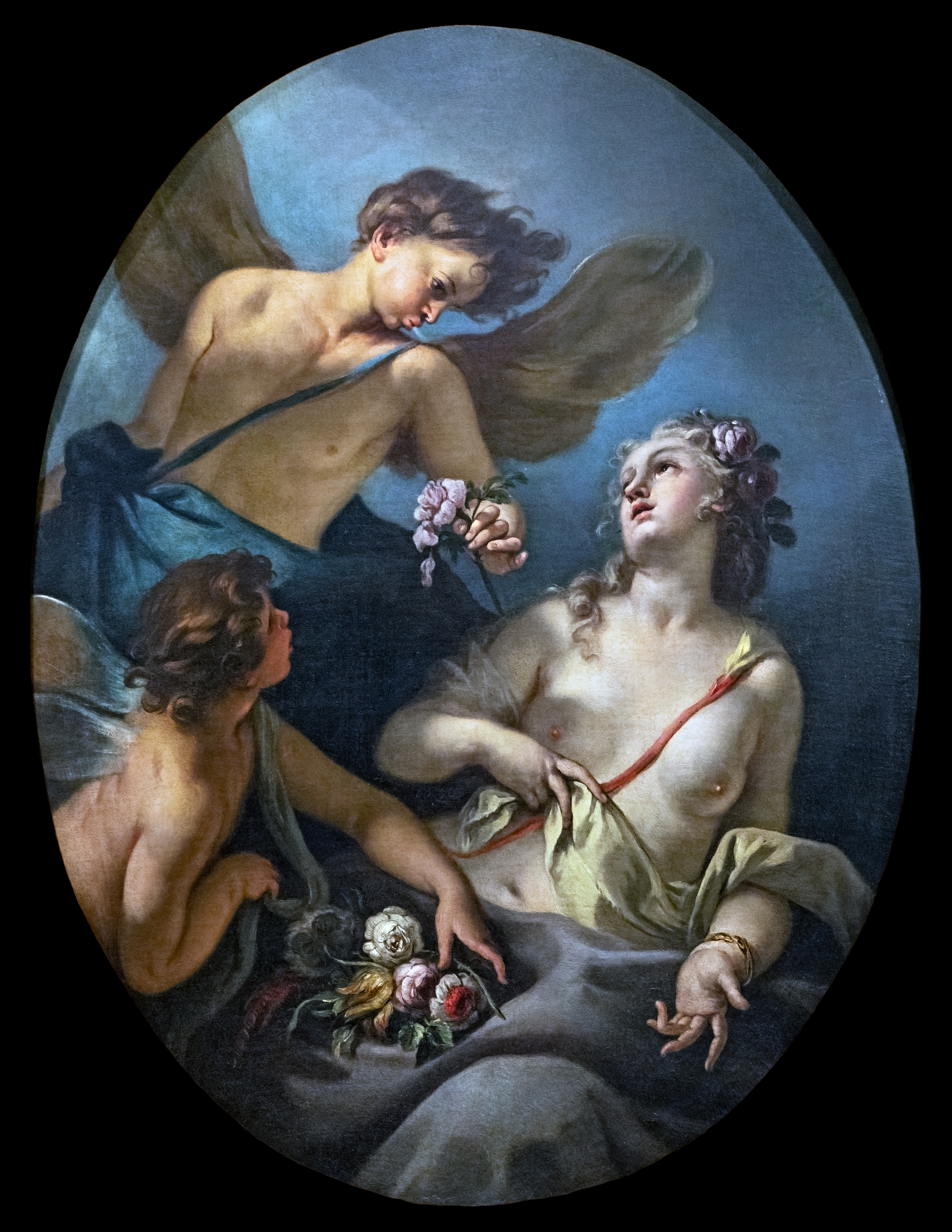
Sebastiano Ricci, Zéphyr et Flore, Ca' Rezzonico (Venise)

Zéphyr est souvent mentionné en compagnie de son frère Borée, le vent du nord. Comme lui, il est réputé habiter dans une caverne en Thrace. On lui attribue comme royaume « les lieux où se lève l'étoile du soir, où le soleil éteint ses derniers feux. »
Épris du jeune prince spartiate Hyacinthe, il le dispute à Apollon. Emporté par la jalousie, il dévie le disque lancé par le dieu. Le disque frappe Hyacinthe à la tempe, et le tue.
Enfin, Zéphyr joue un petit rôle dans le mythe d'Éros et Psyché : c'est lui qui porte la jeune fille du rocher escarpé où elle attend la venue de son mari au palais du dieu de l'amour.

## Culte
Son culte remonte à la civilisation mycénienne : le nom Zepu₂ro a été retrouvé sur les tablettes en linéaire B ; on connaît l'existence d'une prêtresse des Vents à Cnossos à la même période. Comme pour les autres vents, des sacrifices en son honneur se déroulent à plusieurs reprises dans l'année : l'objectif est de faire venir Zéphyr ou au contraire de le tenir éloigné, suivant l'effet voulu pour les récoltes. Zéphyr possède un autel à Athènes et l'on voit encore son image sur la frise de la Tour des Vents.

## Représentations littéraires

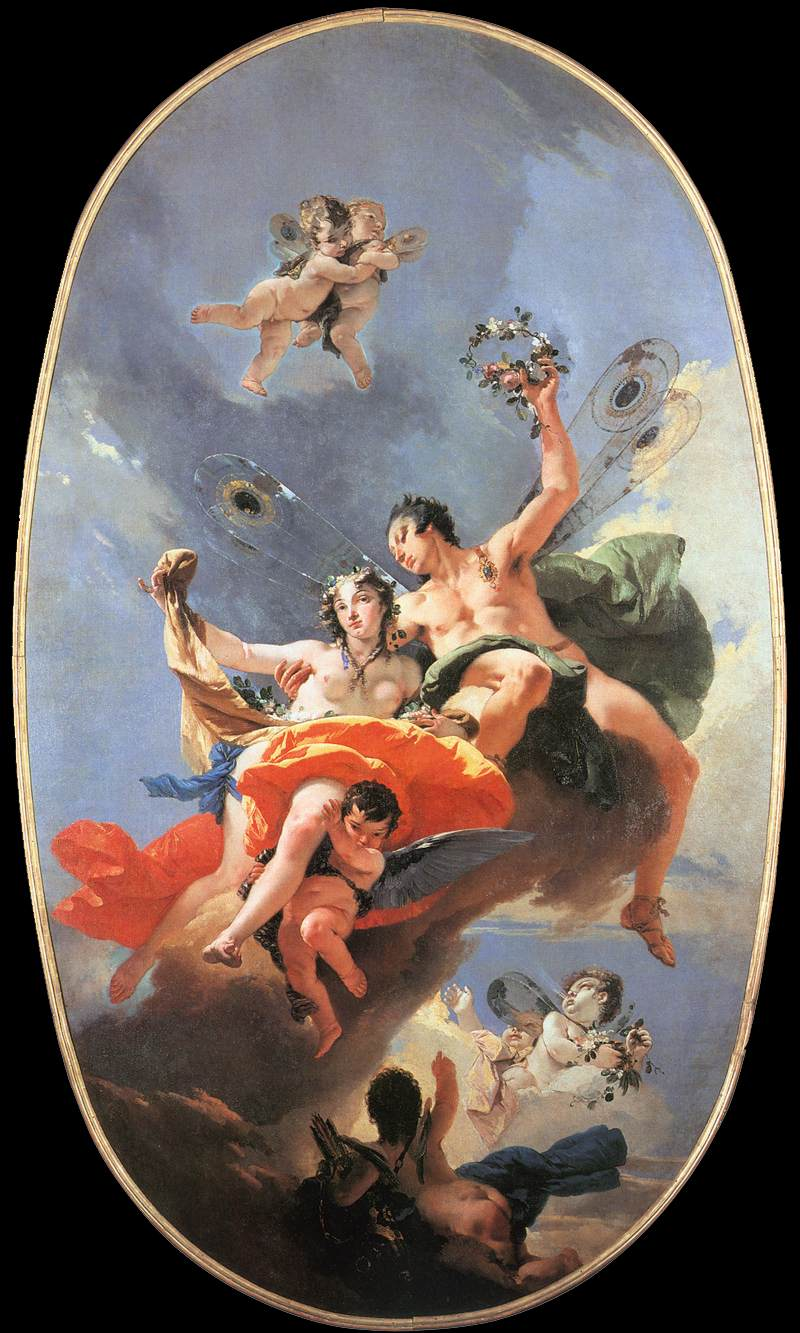
Zéphyr et Flore
Giambattista Tiepolo, 1730-1735
Ca' Rezzonico, Venise

Dans l’Iliade, Zéphyr est un vent doux ou pluvieux. Dans l’Odyssée et dans les textes ultérieurs, on le considère au contraire comme un vent doux et léger, une brise tiède qui amène la fonte des neiges. Hésiode est le premier à mentionner son ascendance. Son union avec une Harpie, à l'époque seule représentante de son espèce, est une tradition très ancienne, les Harpies étant considérées comme des esprits des tempêtes. Au contraire, son mariage avec Chloris n'apparaît que de manière très tardive ; l'enfant qui en naît, Carpos (littéralement « fruit ») est très largement inspiré du personnage de Hyacinthe.
Son amour pour Hyacinthe est mentionné pour la première fois par Palaiphatos, repris par Lucien de Samosate ; Ovide ne le cite pas quand il rapporte la mort et la métamorphose du garçon. Virgile le nomme au début de l’Énéide : Zéphyr est convoqué en même temps qu'Euros, et tancé par Neptune pour avoir obéi aux ordres de Junon et déclenché la tempête qui a écarté Énée des rives italiennes. Dans la littérature romaine, le nom commun « zéphyr » est le plus couramment employé, notamment au pluriel. Apulée met toutefois de nouveau le dieu en scène dans son récit du mythe d'Éros et Psyché.
Jean de La Fontaine, dans sa fable Le Chêne et le Roseau, fait référence au Zéphyr comme un vent doux et le met en parallèle avec l'Aquilon, un vent violent. Tout pour le roseau est Aquilon, tout semble au chêne Zéphyr. Pourtant, à la fin, le chêne est déraciné et le roseau plie et ne rompt pas.

## Iconographie

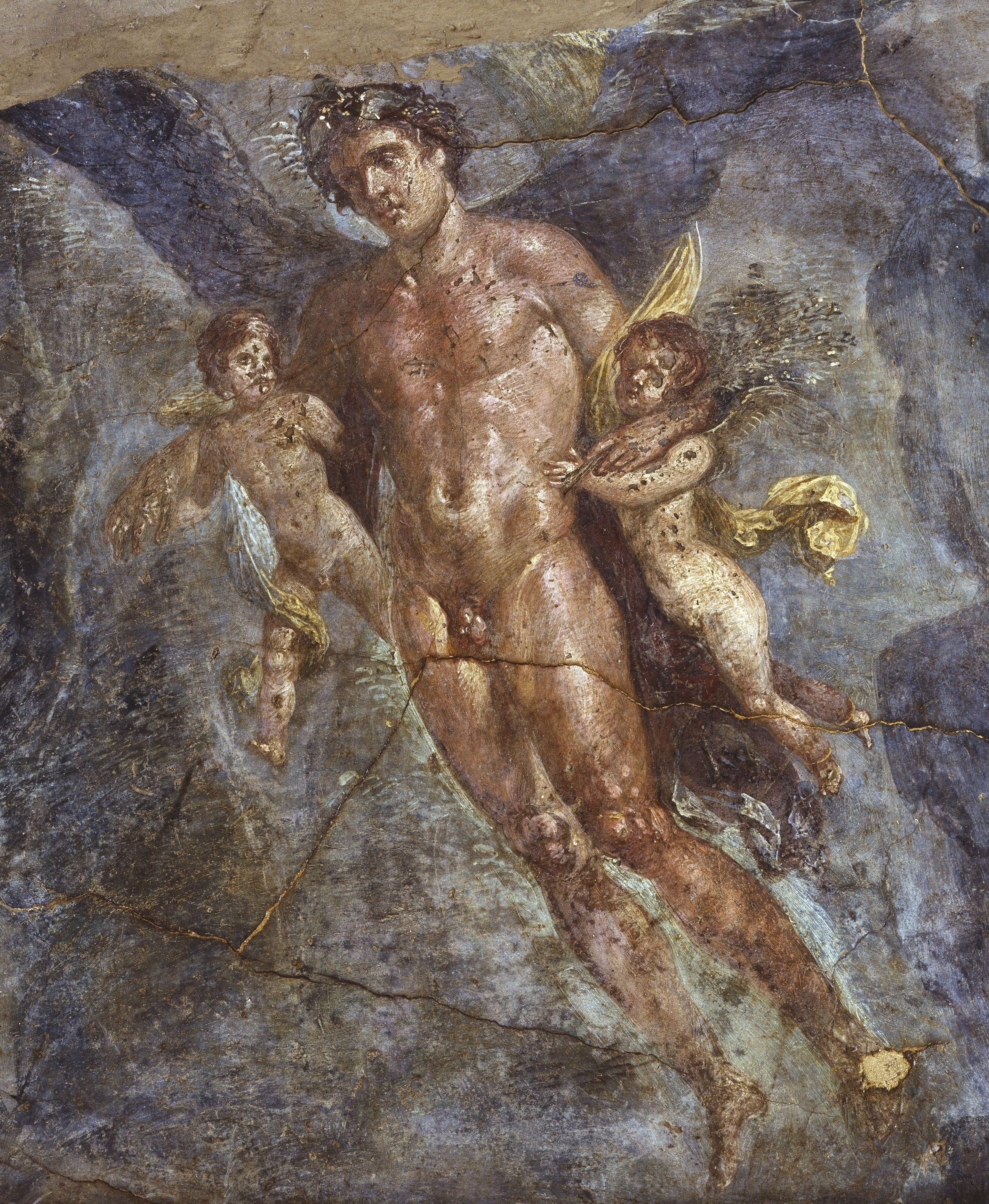
Zéphyr réprésenté sur la fresque de son mariage à la nymphe Flore (en latin Flora, en grec Chloris) de la Casa del Naviglio à Pompéi.

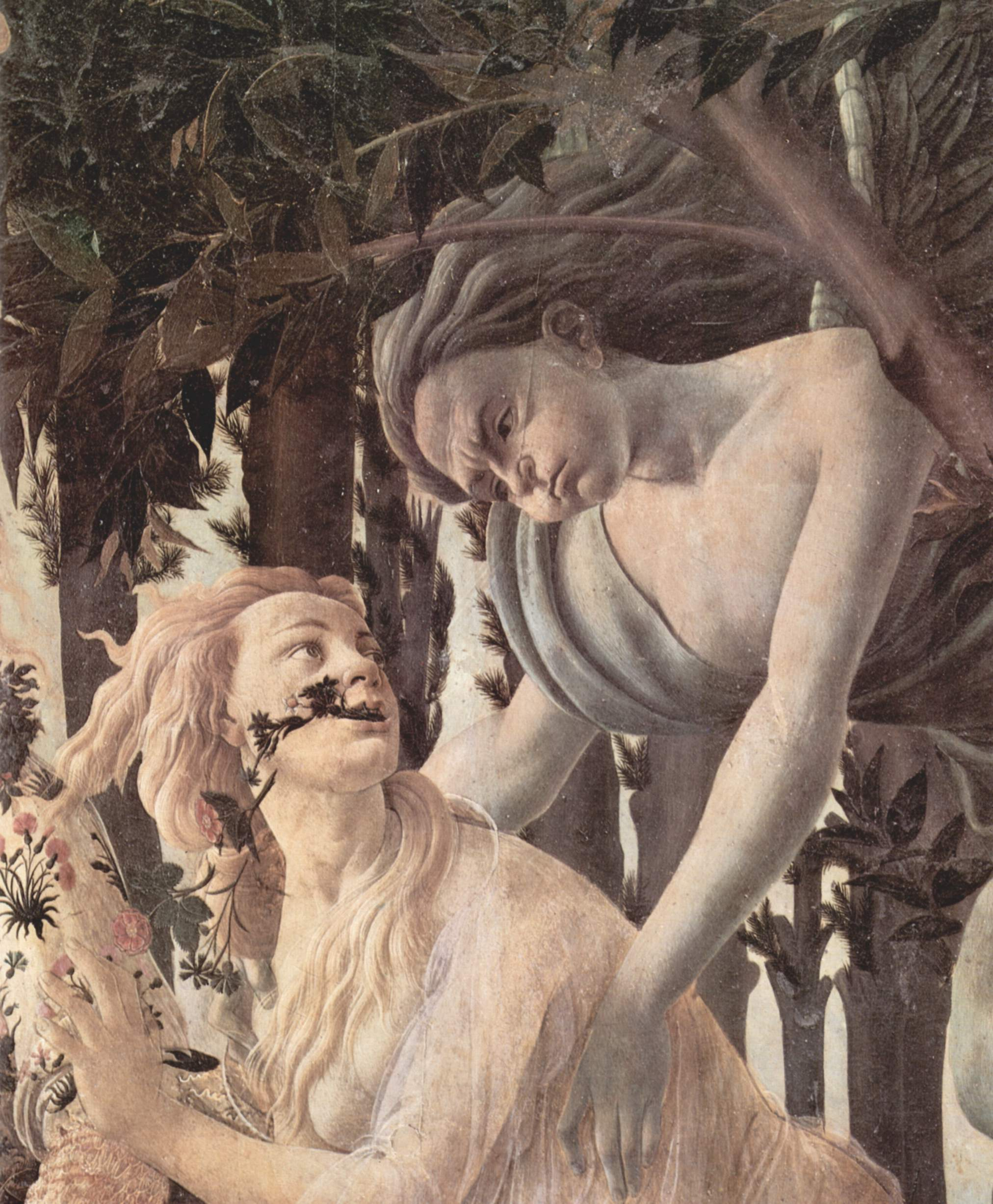
Zéphyr (à droite) s'empare de Chloris, détail du Printemps de Botticelli

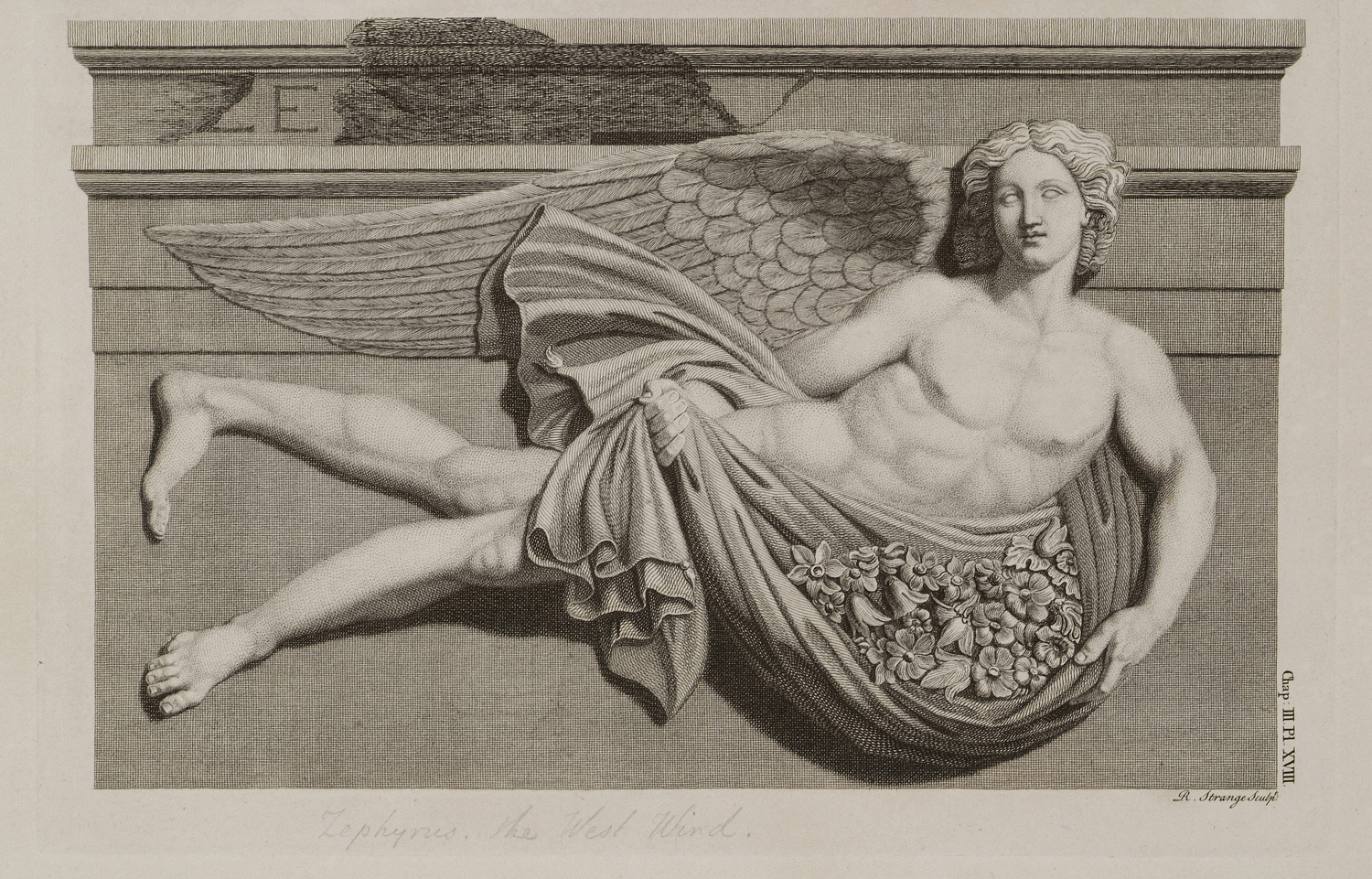
Gravure de la représentation de Zéphyr de la tour des Vents.

Comme tous les vents, Zéphyr est représenté dans l'art grec comme un personnage ailé. De ce fait, il est parfois difficile à distinguer d'Éros. Les vases le montrent le plus souvent poursuivant Hyacinthe ou le tenant dans ses bras. La scène présente un caractère érotique certain : sur un vase à figures rouges du musée des beaux-arts de Boston, le sexe en érection du dieu s'enfonce dans les plis des vêtements du jeune homme ; sur le vase 95.31 du même musée, c'est un coït intercrural qui est représenté. Zéphyr est également représenté comme l'amant de Cyparisse.
Par la suite, Zéphyr est fréquemment représenté en train de transporter Psyché : la scène inspire notamment Henri-Joseph Ruxthiel, un disciple de Houdon. Il est également montré en compagnie de Chloris ; la représentation la plus célèbre du couple est sans doute celle de Botticelli dans Le Printemps et La Naissance de Vénus.
Giambattista Tiepolo le représente avec Flore, nom romain de Chloris.

## Honneur
L'astéroïde (12923) Zéphyr porte son nom.